# Lijst van voetbalinterlands Argentinië - Spanje
Deze lijst van voetbalinterlands is een overzicht van alle officiële voetbalwedstrijden tussen de nationale teams van Argentinië en Spanje. De landen hebben tot op heden veertien keer tegen elkaar gespeeld. De eerste ontmoeting was een vriendschappelijke wedstrijd in Madrid op 7 december 1952. Het laatste duel, eveneens vriendschappelijk, vond plaats op 27 maart 2018 in Madrid.

## Wedstrijden
| №  | Plaats       | Datum             | Competitie        | Wedstrijd           | Uitslag |
| -- | ------------ | ----------------- | ----------------- | ------------------- | ------- |
| 1  | Madrid       | 7 december 1952   | Vriendschappelijk | Spanje − Argentinië | 0 − 1   |
| 2  | Buenos Aires | 5 juli 1953       | Vriendschappelijk | Argentinië − Spanje | 1 − 0   |
| 3  | Buenos Aires | 24 juli 1960      | Vriendschappelijk | Argentinië − Spanje | 2 − 0   |
| 4  | Sevilla      | 11 juni [961      | Vriendschappelijk | Spanje − Argentinië | 2 − 0   |
| 5  | Birmingham   | 13 juli 1966      | WK 1966           | Argentinië − Spanje | 2 − 1   |
| 6  | Madrid       | 11 oktober 1972   | Vriendschappelijk | Spanje − Argentinië | 1 − 0   |
| 7  | Buenos Aires | 12 oktober 1974   | Vriendschappelijk | Argentinië − Spanje | 1 − 1   |
| 8  | Sevilla      | 12 oktober 1988   | Vriendschappelijk | Spanje − Argentinië | 1 − 1   |
| 9  | Madrid       | 20 september 1995 | Vriendschappelijk | Spanje − Argentinië | 2 − 1   |
| 10 | Sevilla      | 17 november 1999  | Vriendschappelijk | Spanje −Argentinië  | 0 − 2   |
| 11 | Murcia       | 11 oktober 2006   | Vriendschappelijk | Spanje − Argentinië | 2 − 1   |
| 12 | Madrid       | 14 november 2009  | Vriendschappelijk | Spanje − Argentinië | 2 − 1   |
| 13 | Buenos Aires | 7 september 2010  | Vriendschappelijk | Argentinië − Spanje | 4 − 1   |
| 14 | Madrid       | 27 maart 2018     | Vriendschappelijk | Spanje − Argentinië | 6 − 1   |

## Samenvatting
| Competitie        | Totaal gespeeld | Winst Argentinië | Gelijk | Winst Spanje | Doelsaldo Argentinië – Spanje |
| ----------------- | --------------- | ---------------- | ------ | ------------ | ----------------------------- |
| WK-eindronde      | 1               | 1                | 0      | 0            | 2 − 1                         |
| Vriendschappelijk | 13              | 5                | 2      | 6            | 16 − 18                       |
| Totaal            | 14              | 6                | 2      | 6            | 18 − 19                       |

Wedstrijden bepaald door strafschoppen worden, in lijn met de FIFA, als een gelijkspel gerekend.

## Details

### Elfde ontmoeting
| Vriendschappelijk (Murcia, Spanje, 11 oktober 2006): |       |                  |
| Spanje                                               | 2 – 1 | Argentinië       |
| Xavi Hernández 34' David Villa 64' (pen.)            | goals | 35' Daniel Bilos |

### Twaalfde ontmoeting
| Vriendschappelijk (Murcia, Spanje, 14 november 2009):                                                                     |       |                         |
| Spanje | 2 – 1 | Argentinië              |
| Xabi Alonso 15' Xabi Alonso 85' (pen.)                                                                                    | goals | 62' (pen.) Lionel Messi |
| - Debuut van Jesús Navas (Sevilla FC) voor Spanje. - Honderdste interland van Iker Casillas (Real Madrid CF) voor Spanje. |       |                         |